# Xã Melville, Quận Foster, Bắc Dakota
Xã Melville (tiếng Anh: Melville Township) là một xã thuộc quận Foster, tiểu bang Bắc Dakota, Hoa Kỳ. Năm 2010, dân số của xã này là 35 người.